# Вільково (Венґожевський повіт)
Вільково (пол. Wilkowo, нім. Wilkowen, 1938-1945 Geroldswalde) — село в Польщі, у гміні Венґожево Венґожевського повіту Вармінсько-Мазурського воєводства.
Населення — 132 особи (2011).
У 1975-1998 роках село належало до Сувальського воєводства.

## Демографія
Демографічна структура станом на 31 березня 2011 року:
|          | Загалом | Допрацездатний вік | Працездатний вік | Постпрацездатний вік |
| -------- | ------- | ------------------ | ---------------- | -------------------- |
| Чоловіки | 66      | 13                 | 45               | 8                    |
| Жінки    | 66      | 13                 | 41               | 12                   |
| Разом    | 132     | 26                 | 86               | 20                   |